# Els cap de drap al país on sempre brilla el sol
Els cap de drap al país on sempre brilla el sol és una pel·lícula espanyola d'animació en 3D dirigida per Àlex Colls. Es basa en Els Happets, sèrie de televisió que es va emetre a TV3 i en altres països com Corea. Els protagonistes són uns animals que combinen gràcia amb innocència. El guió l'ha realitzat Lola Beccaria, escriptora gallega de novel·les com L'art de perdre. Els dissenys dels personatges i decorats són de Marc Clamens i Laurence Jammes, il·lustradors i grafistes francesos de llibres per a nens. Ha estat doblada al català.

## Sinopsi
Mumu descobreix un ramat d'ovelles pasturant al parc on juguen amb els seus amics Milo, Rita, Talalo, Alfred i Olga, i no pot evitar comparar el seu níveo aspecte amb el d'ells, la tropa de drap, confeccionats amb teles de molt diferents estampats, amb munts de taques de tots els colors de jugar en el camp i en els tolls. I sent una certa vergonya dels seus amics i enveja de les llustroses ovelles. I quan descobreix que aquestes impecables ovelles són en realitat estrelles que formaran part d'un gran espectacle, Mumu queda definitivament seduïda per elles i es disposa a canviar el que sigui necessari amb la condició d'arribar a ser també una glamourosa estrella, pensant que ella, una vaca tan especial, està perdent el temps amb un grup d'amics equivocats.

## Premis i nominacions
- Va guanyar el Gaudí a la millor pel·lícula d'animació[4]
- Nominada al Goya a la millor pel·lícula d'animació[5]
- Nominada als Premis Mestre Mateo de 2011 a la millor música original.[6]
- Premi Jerry Goldsmith a la millor banda sonora[7]
- Premi Internacional al Garden State Film Festival